# 피터 클레멘자
피터 클레멘자 (Peter Clemenza; ?~1958)는 마리오 푸조의 대부 (소설)와 시칠리안 (소설), 마크 와인가드너의 소설 대부 돌아오다, 프랜시스 포드 코폴라 감독이 제작한 영화 대부, 대부 2에 등장하는 인물로 비토 코를레오네의 친구이자 코를레오네 조직의 카포레짐이다.

## 생애
비토 코를레오네를 만나기 이전의 클레멘자의 삶은 알 수 없다. 청년 시절 평범한 좀도둑이었던 클레멘자는 동지였던 비토 코를레오네가 자신들을 괴롭히던 파누치를 사살하자 다른 동료들과 비토의 휘하로 들어가 비토와 함께 젠코 푸라 올리브 오일 회사를 창업하고 세력을 확대하여 코를레오네 조직을 결성하는 데 기여한다.
이후 조직이 확장됨에 따라 카포레짐(지부장 혹은 중간보스)의 직위에 오른 클레멘자는 비토가 버질 솔로조와 경쟁 조직들의 음모로 총격을 받은 후에는 마이클 코를레오네가 솔로조를 사살하는 것을 도왔으며 이후에는 소니 코를레오네를 도와 살바토레 테시오와 함께 조직을 유지하였다.
마이클이 조직을 승계받고 경쟁 조직들을 분쇄하는 데 성공하자 클레멘자는 그동안의 공로로 뉴욕의 코를레오네 조직의 전 통수권을 부여받으며 독자적 조직을 구축하게 된다. 그리하여 마지막 1세대로 구가하던 클레멘자는 1958년 심장 마비로 급사하고 만다.
클레멘자의 사후, 그의 뒤는 클레멘자의 측근이었던 프랭키 펜탄젤리가 승계하였다.